# Lollywood
Der Begriff Lollywood bezeichnet die Filmindustrie in Pakistan.

## Geschichte
Lahore wurde nach der Teilung Indiens zum Mittelpunkt der Filmindustrie in Pakistan. Pakistan hatte jedoch kurz nach seiner Gründung mit Problemen zu kämpfen. Es gab nur eine geringe Förderung von Filmen. Es gab nicht genug Ausrüstung für die Dreharbeiten und die pakistanische Filmindustrie konnte sich nicht weiterentwickeln. Der erste Film Pakistans Teri Yaad wurde trotz der Schwierigkeiten 1948 in Lahore veröffentlicht. Das erste Filmstudio Pakistans Evernew Studios wurde 1949 gegründet und ist heute das größte Studio in Pakistan. Es wurden in den nächsten Jahren weitere Filme veröffentlicht, die aber nur mäßig erfolgreich waren. Die Veröffentlichung von Do Ansoo 1952 half der Filmindustrie und führte zu vollen Kinos. Chanway war der erste Film von einer Regisseurin. Weitere Filme führten zu einem Anstieg der Kinobesucher. Umar Marvi war 1956 der erste Film auf Sindhi. Der Journalist Ilyas Rashidi begründete 1958 die Nigar Awards.
1960 waren die Blütezeit der pakistanischen Filmindustrie. Die Veröffentlichung von vielen bekannten Filmen fällt in diese Zeit. Die  Veröffentlichung von politischen Filmen fiel in die 1960er. Pakistan verschärfte 1965, nach dem Ersten Indisch-Pakistanischen Krieg, das Verbot von indischen Filmen aus 1952. Die pakistanische Filmindustrie profitierte vom Verbot und die Zahl der Kinobesucher stieg. Die Filmindustrie verlor nach der Unabhängigkeit von Bangladesch die Filmmetropole Dhaka. Die Filmveröffentlichungen gingen zurück. Die Veröffentlichung von
Dosti 1971 rettete die Filmindustrie. Der Film war sehr erfolgreich und die Kinos rege besucht. Die Einführung der Videokassette schadete der Filmindustrie, da Filme nicht mehr im Kino geschaut wurden. Die Ära von Zia ul Haq führte dazu, dass Kinos geschlossen wurden. Die Filmveröffentlichungen gingen von 80 1979 auf 49 1980 zurück. 1990 waren insgesamt nur noch 11 Filmstudios in Pakistan aktiv. Die Filmveröffentlichungen lagen 1990 bei 40 Filmen pro Jahr. Die Veröffentlichung von Jinnah löste einen Skandal aus. Die Besetzung geriet in die Kritik, denn Jinnah wurde vom englischen Schauspieler Christopher Lee dargestellt. Shashi Kapoor stellte Erzengel Gabriel dar. Der Film zeigte, dass pakistanische und Indische Schauspieler zusammenarbeiten können. Viele pakistanischer Schauspieler wirken in indischen Filmprodukten mit und umgekehrt. Es wurden 2003 nur noch 32 Filme veröffentlicht.
Pervez Musharraf versuchte die Filmindustrie wiederzubeleben. Die Filmemacher plädierten für eine Aufhebung vom Verbot indischer Filme. Dies wurde jedoch von der pakistanischen Regierung abgelehnt. GEO FILMS veröffentlichte in Pakistan eine Kampagne zur Wiederbelebung der Filmindustrie. Die Veröffentlichung von Khuda Ke Liye 2007 durch GEO Films führte zu mehr Kinobesuchern. Der Film beschäftigt sich mit den Auswirkungen von 9/11 auf Muslime. Lollywood und Bollywood stehen außerdem in Konkurrenz zueinander.